# Mthatha
Mthatha (dawniej Umtata) – miasto w Południowej Afryce, we wschodniej części Prowincji Przylądkowej Wschodniej, nad rzeką Umtata. Około 80 tys. mieszkańców.